# Pseudochazara gilgitica
Pseudochazara gilgitica är en fjärilsart som beskrevs av Robert Christopher Tytler 1926. Pseudochazara gilgitica ingår i släktet Pseudochazara och familjen praktfjärilar. Inga underarter finns listade i Catalogue of Life.